# 박광준
박광준(朴光俊, 1953년 3월 20일 ~ , 부산)은 대한민국의 공무원이다. 

## 학력
- 1970년 ~ 1975년 : 부산대학교 학사
- 1985년 ~ 1987년 : 연세대학교 대학원 대기과학 석사

## 경력
- 1997.09 : 기상청 예보국 예보관
- 2000.01 : 기상청 예보국 예보관리과장
- 2001.01 : 기상청 기후국 관측관리관
- 2004.08 : 기상청 기후국장
- 2005.08 : 기상청 관측국장
- 2006.03 : 기상청 예보국장
- 2007.03 : 기상청 기상기술기반국장
- 2008.01 : 강원지방기상청장
- 2009.10 : 기상청 기상산업정보화국장
- 2010.03 : 기상청 차장
- 세계기상기구 집행이사회 교육훈련전문가패널 위원
- 세계기상기구 해양 및 해양기상 공동위원회 위원
- 한국기상학회 평의원
- 2011.05 : 한국기상산업진흥원장

## 수상
- 1994년 : 대통령 표창
- 2006년 : 홍조근정훈장

| 전임 홍윤 | 제5대 기상청 차장 2010년 3월 5일 ~ 2011년 4월 26일 | 후임 조하만 |